# Perasia fuscilineata
Perasia fuscilineata är en fjärilsart som beskrevs av William James Kaye 1901. Perasia fuscilineata ingår i släktet Perasia och familjen nattflyn. Inga underarter finns listade i Catalogue of Life.